# Titularbistum Barcusus
Das Bistum Barcusus (italienisch diocesi di Barcuso, lateinisch Dioecesis Barcusena) ist ein Titularbistum der römisch-katholischen Kirche.
Es geht zurück auf einen früheren Bischofssitz in der römischen Provinz Syria bzw. Syria Coele in Syrien. Es gehörte der Kirchenprovinz Antiochia an.
| Titularbischöfe von Barcusus |                                         |                                                                                            |                  |                   |
| Nr.                          | Name                                    | Amt                                                                                        | von              | bis               |
| 1                            | Giacomo Luigi Cheng (James Louis Cheng) | Apostolischer Vikar von Chanthaburi (Thailand)                                             | 11. Mai 1944     | 14. April 1952    |
| 2                            | Ireneus Wien Dud                        | Apostolischer Vikar von Rumbek Apostolischer Vikar von Wau (Anglo-Ägyptischer Sudan/Sudan) | 3. Juli 1955     | 12. Dezember 1974 |
| 3                            | Lawrence Ephraem Thottam                | Weihbischof in Trivandrum (Indien)                                                         | 6. November 1980 | 16. Dezember 1996 |
| 4                            | Antony Kakkanatt                        | Kurienbischof in Trivandrum (Indien)                                                       | 7. Mai 2022      |                   |